# Čas v Afghánistánu

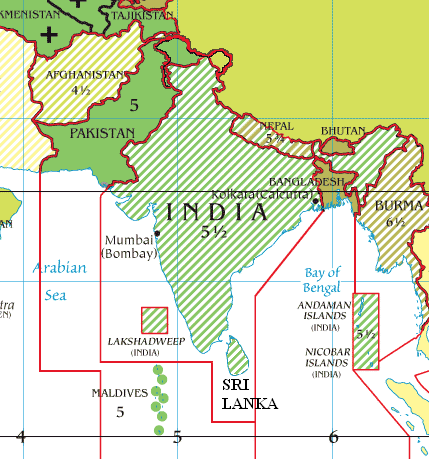
Časová pásma jižní Asie (časy jsou podle UTC)

Čas v Afghánistánu se řídí jediným standardním časovým posunem UTC+04:30 (čtyři a půl hodiny před koordinovaným světovým časem), přestože země spadá pod téměř dvě geografická časová pásma.
Oficiální národní standardní čas se mezinárodně nazývá Afghánský čas (AFT).

## Letní čas
Afghánistán nikdy nedodržoval letní čas. Používá pouze jedno časové pásmo napříč celým státem a všemi jeho územími.

## Databáze časových pásem IANA
Afghánistán je podle databáze časových pásem IANA v regionu „Asie/Kábul“.